# Eurocup 2015-2016 - Last 32
La Last 32 della Eurocup 2015-2016 è la fase di ammissione agli ottavi di finale del torneo europeo di pallacanestro per club.
È iniziata il 5 gennaio ed è terminata il 10 febbraio 2016.
Vi hanno preso parte le 24 squadre che hanno superato la Regular Season più le 8 squadre eliminate nella Regular Season di Eurolega.

## Regolamento
Le 32 formazioni sono suddivise in 8 raggruppamenti da 4 squadre ciascuno.
Le prime due classificate di ogni girone si qualificano per gli Ottavi di finale.

Nel caso che due o più squadre concludano il girone a parità di punti in classifica, si terrà conto dei seguenti fattori:
1. Vittorie-sconfitte negli scontri diretti.
2. Differenza punti negli scontri diretti.
3. Differenza punti complessiva nella Last 32.
4. Punti segnati nella Last 32.
5. Somma dei quozienti tra punti segnati e punti subiti in ogni incontro della Last 32.

| Qualificata agli ottavi |
| Eliminata               |

## Gruppi

### Gruppo G

#### Classifica
|    | Squadra         | P.ti | G | V | P | PF  | PS  | DP  | Tie |
| -- | --------------- | ---- | - | - | - | --- | --- | --- | --- |
| 1. | Bayern Monaco   | 8    | 6 | 4 | 2 | 476 | 454 | +22 | 2-0 |
| 2. | Bandırma Banvit | 8    | 6 | 4 | 2 | 487 | 455 | +32 | 0-2 |
| 3. | Bilbao Berri    | 6    | 6 | 3 | 3 | 483 | 464 | +19 |     |
| 4. | Ulma            | 2    | 6 | 1 | 5 | 435 | 508 | -73 |     |

#### Risultati

##### Prima giornata
| Ulma 6 gennaio 2016, ore 17:00 UTC+1 | Ulma | 75 – 93 referto | Bilbao Berri |  |

| Bandırma 6 gennaio 2016, ore 18:00 UTC+1 | Bandırma Banvit | 83 – 85 referto | Bayern Monaco |  |

##### Seconda giornata
| Monaco di Baviera 13 gennaio 2016, ore 20:00 UTC+1 | Bayern Monaco | 83 – 69 referto | Ulma |  |

| Bilbao 13 gennaio 2016, ore 20:30 UTC+1 | Bilbao Berri | 76 – 85 referto | Bandırma Banvit |  |

##### Terza giornata
| Ulma 20 gennaio 2016, ore 19:30 UTC+1 | Ulma | 80 – 92 referto | Bandırma Banvit |  |

| Bilbao 20 gennaio 2016, ore 20:30 UTC+1 | Bilbao Berri | 76 – 78 referto | Bayern Monaco |  |

##### Quarta giornata
| Bandırma 27 gennaio 2016, ore 18:00 UTC+1 | Bandırma Banvit | 92 – 72 referto | Ulma |  |

| Monaco di Baviera 27 gennaio 2016, ore 20:00 UTC+1 | Bayern Monaco | 88 – 90 referto | Bilbao Berri |  |

##### Quinta giornata
| Monaco di Baviera 3 febbraio 2016, ore 20:00 UTC+1 | Bayern Monaco | 77 – 62 referto | Bandırma Banvit |  |

| Bilbao 3 febbraio 2016, ore 20:30 UTC+1 | Bilbao Berri | 83 – 65 referto | Ulma |  |

##### Sesta giornata
| Bandırma 10 febbraio 2016, ore 18:00 UTC+1 | Bandırma Banvit | 73 – 65 referto | Bilbao Berri |  |

| Ulma 10 febbraio 2016, ore 19:30 UTC+1 | Ulma | 74 – 65 referto | Bayern Monaco |  |

### Gruppo H

#### Classifica
|    | Squadra         | P.ti | G | V | P | PF  | PS  | DP  | Tie |
| -- | --------------- | ---- | - | - | - | --- | --- | --- | --- |
| 1. | Gran Canaria    | 10   | 6 | 5 | 1 | 531 | 440 | +91 |     |
| 2. | Strasburgo      | 8    | 6 | 4 | 2 | 464 | 456 | +8  |     |
| 3. | Avtodor Saratov | 6    | 6 | 3 | 3 | 531 | 540 | -9  |     |
| 4. | H. Gerusalemme  | 0    | 6 | 0 | 6 | 455 | 545 | -90 |     |

#### Risultati

##### Prima giornata
| Saratov 6 gennaio 2016, ore 15:00 UTC+1 | Avtodor Saratov | 105 – 96 referto | H. Gerusalemme |  |

| Las Palmas 6 gennaio 2016, ore 19:30 UTC+1 | Gran Canaria | 76 – 85 referto | Strasburgo |  |

##### Seconda giornata
| Gerusalemme 13 gennaio 2016, ore 19:55 UTC+1 | H. Gerusalemme | 64 – 75 referto | Gran Canaria |  |

| Strasburgo 13 gennaio 2016, ore 20:45 UTC+1 | Strasburgo | 77 – 74 referto | Avtodor Saratov |  |

##### Terza giornata
| Strasburgo 20 gennaio 2016, ore 20:45 UTC+1 | Strasburgo | 75 – 71 referto | H. Gerusalemme |  |

| Las Palmas 20 gennaio 2016, ore 21:00 UTC+1 | Gran Canaria | 101 – 77 referto | Avtodor Saratov |  |

##### Quarta giornata
| Saratov 27 gennaio 2016, ore 17:00 UTC+1 | Avtodor Saratov | 85 – 92 referto | Gran Canaria |  |

| Gerusalemme 27 gennaio 2016, ore 19:55 UTC+1 | H. Gerusalemme | 69 – 79 referto | Strasburgo |  |

##### Quinta giornata
| Gerusalemme 3 febbraio 2016, ore 18:30 UTC+1 | H. Gerusalemme | 94 – 103 referto | Avtodor Saratov |  |

| Strasburgo 3 febbraio 2016, ore 20:45 UTC+1 | Strasburgo | 68 – 79 referto | Gran Canaria |  |

##### Sesta giornata
| Saratov 10 gennaio 2016, ore 17:00 UTC+1 | Avtodor Saratov | 87 – 60 referto | Strasburgo |  |

| Las Palmas 10 febbraio 2016, ore 21:00 UTC+1 | Gran Canaria | 108 – 61 referto | H. Gerusalemme |  |

### Gruppo I

#### Classifica
|    | Squadra        | P.ti | G | V | P | PF  | PS  | DP  | Tie |
| -- | -------------- | ---- | - | - | - | --- | --- | --- | --- |
| 1. | EWE Oldenburg  | 8    | 6 | 4 | 2 | 494 | 490 | +4  |     |
| 2. | Limoges CSP    | 6    | 6 | 3 | 3 | 494 | 467 | +27 | 2-0 |
| 3. | Valencia       | 6    | 6 | 3 | 3 | 474 | 462 | +12 | 0-2 |
| 4. | PAOK Salonicco | 4    | 6 | 2 | 4 | 425 | 468 | -43 |     |

#### Risultati

##### Prima giornata
| Limoges 5 gennaio 2016, ore 20:30 UTC+1 | Limoges CSP | 78 – 87 referto | EWE Oldenburg |  |

| Valencia 6 gennaio 2016, ore 19:00 UTC+1 | Valencia | 78 – 62 referto | PAOK Salonicco |  |

##### Seconda giornata
| Salonicco 12 gennaio 2016, ore 18:00 UTC+1 | PAOK Salonicco | 88 – 75 referto | Limoges CSP |  |

| Oldenburg 12 gennaio 2016, ore 20:00 UTC+1 | EWE Oldenburg | 89 – 108 referto | Valencia |  |

##### Terza giornata
| Valencia 19 gennaio 2016, ore 20:45 UTC+1 | Valencia | 72 – 92 referto | Limoges CSP |  |

| Salonicco 20 gennaio 2016, ore 18:00 UTC+1 | PAOK Salonicco | 68 – 81 referto | EWE Oldenburg |  |

##### Quarta giornata
| Oldenburg 26 gennaio 2016, ore 20:00 UTC+1 | EWE Oldenburg | 83 – 71 referto | PAOK Salonicco |  |

| Limoges 26 gennaio 2016, ore 20:30 UTC+1 | Limoges CSP | 82 – 67 referto | Valencia |  |

##### Quinta giornata
| Salonicco 3 febbraio 2016, ore 18:00 UTC+1 | PAOK Salonicco | 75 – 72 referto | Valencia |  |

| Oldenburg 3 febbraio 2016, ore 20:00 UTC+1 | EWE Oldenburg | 92 – 88 referto | Limoges CSP |  |

##### Sesta giornata
| Limoges 9 febbraio 2016, ore 20:30 UTC+1 | Limoges CSP | 79 – 61 referto | PAOK Salonicco |  |

| Valencia 10 febbraio 2016, ore 20:30 UTC+1 | Valencia | 77 – 62 referto | EWE Oldenburg |  |

### Gruppo J

#### Classifica
|    | Squadra           | P.ti | G | V | P | PF  | PS  | DP  | Tie |
| -- | ----------------- | ---- | - | - | - | --- | --- | --- | --- |
| 1. | Olimpia Milano    | 8    | 6 | 4 | 2 | 474 | 442 | +32 |     |
| 2. | Alba Berlino      | 6    | 6 | 3 | 3 | 447 | 433 | +14 | +5  |
| 3. | Aris Salonicco    | 6    | 6 | 3 | 3 | 429 | 438 | -9  | -5  |
| 4. | Neptūnas Klaipėda | 4    | 6 | 2 | 4 | 409 | 446 | -37 |     |

#### Risultati

##### Prima giornata
| Salonicco 6 gennaio 2016, ore 18:00 UTC+1 | Aris Salonicco | 84 – 58 referto | Neptūnas Klaipėda |  |

| Berlino 6 gennaio 2016, ore 20:00 UTC+1 | Alba Berlino | 83 – 67 referto | Olimpia Milano |  |

##### Seconda giornata
| Milano 12 gennaio 2016, ore 20:00 UTC+1 | Olimpia Milano | 95 – 54 referto | Aris Salonicco |  |

| Klaipėda 13 gennaio 2016, ore 18:00 UTC+1 | Neptūnas Klaipėda | 73 – 65 referto | Alba Berlino |  |

##### Terza giornata
| Berlino 19 gennaio 2016, ore 19:00 UTC+1 | Alba Berlino | 82 – 67 referto | Aris Salonicco |  |

| Milano 19 gennaio 2016, ore 20:00 UTC+1 | Olimpia Milano | 79 – 71 referto | Neptūnas Klaipėda |  |

##### Quarta giornata
| Klaipėda 26 gennaio 2016, ore 18:45 UTC+1 | Neptūnas Klaipėda                            | 73 – 74 referto | Olimpia Milano | Švyturio Arena (5550 spett.)\| Arbitri: \| MILIVOJE JOVCIC ALEXEY DAVYDOV, MARIO MAJKIC \| |
| Arbitri:                                  | MILIVOJE JOVCIC ALEXEY DAVYDOV, MARIO MAJKIC |                 |                |                                                                                            |

| Salonicco 27 gennaio 2016, ore 18:00 UTC+1 | Aris Salonicco | 73 – 63 referto | Alba Berlino |  |

##### Quinta giornata
| Klaipėda 3 febbraio 2016, ore 18:00 UTC+1 | Neptūnas Klaipėda | 72 – 68 referto | Aris Salonicco |  |

| Milano 3 febbraio 2016, ore 20:00 UTC+1 | Olimpia Milano | 91 – 78 referto | Alba Berlino |  |

##### Sesta giornata
| Berlino 9 febbraio 2016, ore 20:00 UTC+1 | Alba Berlino | 76 – 62 referto | Neptūnas Klaipėda |  |

| Salonicco 10 febbraio 2016, ore 18:00 UTC+1 | Aris Salonicco | 83 – 68 referto | Olimpia Milano |  |

### Gruppo K

#### Classifica
|    | Squadra        | P.ti | G | V | P | PF  | PS  | DP  | Tie |
| -- | -------------- | ---- | - | - | - | --- | --- | --- | --- |
| 1. | Aquila Trento  | 8    | 6 | 4 | 2 | 470 | 467 | +3  |     |
| 2. | Karşıyaka      | 6    | 6 | 3 | 3 | 496 | 426 | +72 | 2-0 |
| 3. | Trabzonspor    | 6    | 6 | 3 | 3 | 450 | 465 | -15 | 0-2 |
| 2. | Pall. Reggiana | 4    | 6 | 2 | 4 | 454 | 514 | -60 |     |

#### Risultati

##### Prima giornata
| Karşıyaka 6 gennaio 2016, ore 19:00 UTC+1 | Karşıyaka | 81 – 68 referto | Trabzonspor |  |

| Trento 6 gennaio 2016, ore 19:30 UTC+1 | Aquila Trento | 82 – 63 referto | Pall. Reggiana |  |

##### Seconda giornata
| Trebisonda 13 gennaio 2016, ore 18:00 UTC+1 | Trabzonspor | 92 – 70 referto | Aquila Trento |  |

| Reggio Emilia 13 gennaio 2016, ore 20:30 UTC+1 | Pall. Reggiana | 88 – 81 referto | Karşıyaka |  |

##### Terza giornata
| Karşıyaka 20 gennaio 2016, ore 18:00 UTC+1 | Karşıyaka | 79 – 85 referto | Aquila Trento |  |

| Trebisonda 20 gennaio 2016, ore 18:00 UTC+1 | Trabzonspor | 82 – 76 referto | Pall. Reggiana |  |

##### Quarta giornata
| Reggio Emilia 27 gennaio 2016, ore 20:30 UTC+1 | Pall. Reggiana | 89 – 76 referto | Trabzonspor |  |

| Trento 27 gennaio 2016, ore 20:30 UTC+1 | Aquila Trento | 76 – 72 referto | Karşıyaka |  |

##### Quinta giornata
| Trebisonda 2 febbraio 2016, ore 18:00 UTC+1 | Trabzonspor | 43 – 76 referto | Karşıyaka |  |

| Reggio Emilia 3 febbraio 2016, ore 20:30 UTC+1 | Pall. Reggiana | 72 – 84 referto | Aquila Trento |  |

##### Sesta giornata
| Karşıyaka 10 febbraio 2016, ore 19:00 UTC+1 | Karşıyaka | 109 – 66 referto | Pall. Reggiana |  |

| Trento 10 febbraio 2016, ore 20:30 UTC+1 | Aquila Trento | 73 – 89 referto | Trabzonspor |  |

### Gruppo L

#### Classifica
|    | Squadra              | P.ti | G | V | P | PF  | PS  | DP  | Tie |
| -- | -------------------- | ---- | - | - | - | --- | --- | --- | --- |
| 1. | Zenit S. Pietroburgo | 8    | 6 | 4 | 2 | 479 | 470 | +9  |     |
| 2. | Zielona Góra         | 6    | 6 | 3 | 3 | 458 | 463 | -5  | +4  |
| 3. | R. Ludwigsburg       | 6    | 6 | 3 | 3 | 477 | 468 | +9  | -4  |
| 4. | Reyer Venezia        | 4    | 6 | 2 | 4 | 461 | 474 | -13 |     |

#### Risultati

##### Prima giornata
| Ludwigsburg 5 gennaio 2016, ore 20:00 UTC+1 | R. Ludwigsburg | 73 – 82 referto | Zielona Góra |  |

| Venezia 6 gennaio 2016, ore 20:30 UTC+1 | Reyer Venezia | 84 – 86 referto | Zenit S. Pietroburgo |  |

##### Seconda giornata
| San Pietroburgo 13 gennaio 2016, ore 18:00 UTC+1 | Zenit S. Pietroburgo | 83 – 80 referto | R. Ludwigsburg |  |

| Zielona Góra 13 gennaio 2016, ore 19:00 UTC+1 | Zielona Góra | 83 – 92 referto | Reyer Venezia |  |

##### Terza giornata
| Zielona Góra 20 gennaio 2016, ore 19:00 UTC+1 | Zielona Góra | 76 – 90 referto | Zenit S. Pietroburgo |  |

| Ludwigsburg 20 gennaio 2016, ore 20:00 UTC+1 | R. Ludwigsburg | 94 – 84 referto | Reyer Venezia |  |

##### Quarta giornata
| San Pietroburgo 27 gennaio 2016, ore 18:00 UTC+1 | Zenit S. Pietroburgo | 69 – 73 referto | Zielona Góra |  |

| Venezia 27 gennaio 2016, ore 20:30 UTC+1 | Reyer Venezia | 71 – 64 referto | R. Ludwigsburg |  |

##### Quinta giornata
| San Pietroburgo 3 febbraio 2016, ore 18:15 UTC+1 | Zenit S. Pietroburgo | 79 – 72 referto | Reyer Venezia |  |

| Zielona Góra 3 febbraio 2016, ore 18:15 UTC+1 | Zielona Góra | 76 – 81 referto | R. Ludwigsburg |  |

##### Sesta giornata
| Ludwigsburg 10 febbraio 2016, ore 20:00 UTC+1 | R. Ludwigsburg | 85 – 72 referto | Zenit S. Pietroburgo |  |

| Venezia 10 febbraio 2016, ore 20:30 UTC+1 | Reyer Venezia | 58 – 68 referto | Zielona Góra |  |

### Gruppo M

#### Classifica
|    | Squadra          | P.ti | G | V | P | PF  | PS  | DP  | Tie |
| -- | ---------------- | ---- | - | - | - | --- | --- | --- | --- |
| 1. | UNICS Kazan'     | 12   | 6 | 6 | 0 | 495 | 449 | +46 |     |
| 2. | Nižnij Novgorod  | 6    | 6 | 3 | 3 | 490 | 482 | +8  |     |
| 3. | Maccabi Tel Aviv | 4    | 6 | 2 | 4 | 469 | 494 | -25 |     |
| 4. | Olimpija Lubiana | 2    | 6 | 1 | 5 | 440 | 469 | -29 |     |

#### Risultati

##### Prima giornata
| Kazan' 6 gennaio 2016, ore 17:00 UTC+1 | UNICS Kazan' | 84 – 74 referto | Nižnij Novgorod |  |

| Tel Aviv 6 gennaio 2016, ore 20:05 UTC+1 | Maccabi Tel Aviv | 82 – 73 referto | Olimpija Lubiana |  |

##### Seconda giornata
| Nižnij Novgorod 13 gennaio 2016, ore 18:00 UTC+1 | Nižnij Novgorod | 83 – 87 referto | Maccabi Tel Aviv |  |

| Lubiana 13 gennaio 2016, ore 20:30 UTC+1 | Olimpija Lubiana | 83 – 89 referto | UNICS Kazan' |  |

##### Terza giornata
| Tel Aviv 20 gennaio 2016, ore 18:55 UTC+1 | Maccabi Tel Aviv | 82 – 92 referto | UNICS Kazan' |  |

| Lubiana 20 gennaio 2016, ore 20:30 UTC+1 | Olimpija Lubiana | 73 – 79 referto | Nižnij Novgorod |  |

##### Quarta giornata
| Nižnij Novgorod 26 gennaio 2016, ore 17:30 UTC+1 | Nižnij Novgorod | 81 – 74 referto | Olimpija Lubiana |  |

| Kazan' 27 gennaio 2016, ore 18:00 UTC+1 | UNICS Kazan' | 78 – 68 referto | Maccabi Tel Aviv |  |

##### Quinta giornata
| Nižnij Novgorod 3 febbraio 2016, ore 17:30 UTC+1 | Nižnij Novgorod | 78 – 80 referto | UNICS Kazan' |  |

| Lubiana 3 febbraio 2016, ore 20:30 UTC+1 | Olimpija Lubiana | 73 – 66 referto | Maccabi Tel Aviv |  |

##### Sesta giornata
| Kazan' 10 febbraio 2016, ore 17:00 UTC+1 | UNICS Kazan' | 72 – 64 referto | Olimpija Lubiana |  |

| Tel Aviv 10 febbraio 2016, ore 19:05 UTC+1 | Maccabi Tel Aviv | 84 – 95 referto | Nižnij Novgorod |  |

### Gruppo N

#### Classifica
|    | Squadra        | P.ti | G | V | P | PF  | PS  | DP  | Tie |
| -- | -------------- | ---- | - | - | - | --- | --- | --- | --- |
| 1. | Galatasaray    | 8    | 6 | 4 | 2 | 493 | 414 | +79 | +18 |
| 2. | Saragozza      | 8    | 6 | 4 | 2 | 480 | 451 | +29 | -18 |
| 3. | Dinamo Sassari | 6    | 6 | 3 | 3 | 463 | 480 | -17 |     |
| 4. | Szolnoki Olaj  | 2    | 6 | 1 | 5 | 403 | 494 | -91 |     |

#### Risultati

##### Prima giornata
| Szolnok 5 gennaio 2016, ore 18:00 UTC+1 | Szolnoki Olaj | 86 – 75 referto | Dinamo Sassari |  |

| Istanbul 6 gennaio 2016, ore 19:00 UTC+1 | Galatasaray | 103 – 68 referto | Saragozza |  |

##### Seconda giornata
| Saragozza 13 gennaio 2016, ore 20:30 UTC+1 | Saragozza | 88 – 60 referto | Szolnoki Olaj |  |

| Sassari 13 gennaio 2016, ore 20:30 UTC+1 | Dinamo Sassari | 79 – 74 referto | Galatasaray |  |

##### Terza giornata
| Istanbul 20 gennaio 2016, ore 19:00 UTC+1 | Galatasaray | 87 – 59 referto | Szolnoki Olaj |  |

| Saragozza 20 gennaio 2016, ore 20:30 UTC+1 | Saragozza | 87 – 75 referto | Dinamo Sassari |  |

##### Quarta giornata
| Szolnok 27 gennaio 2016, ore 18:00 UTC+1 | Szolnoki Olaj | 54 – 74 referto | Galatasaray |  |

| Sassari 27 gennaio 2016, ore 20:30 UTC+1 | Dinamo Sassari | 75 – 72 referto | Saragozza |  |

##### Quinta giornata
| Saragozza 3 febbraio 2016, ore 20:30 UTC+1 | Saragozza | 85 – 68 referto | Galatasaray |  |

| Sassari 3 febbraio 2016, ore 20:30 UTC+1 | Dinamo Sassari | 90 – 74 referto | Szolnoki Olaj |  |

##### Sesta giornata
| Szolnok 10 febbraio 2016, ore 18:00 UTC+1 | Szolnoki Olaj | 70 – 80 referto | Saragozza |  |

| Istanbul 10 febbraio 2016, ore 19:00 UTC+1 | Galatasaray | 87 – 69 referto | Dinamo Sassari |  |